# Kurtović
Kurtović je hrvatsko i bošnjačko prezime, koje se najčešće pojavljuje u Splitu, Osijeku, Zagrebu, Rijeci i u Solinu.

## Osobe s prezimenomKurtović
- Goran Kurtović, hrv. radijski voditelj iz Zadra
- Franjo Kurtović, potpredsjednik Hrvatskog društva Dubrovnik iz Lime, peruanski gospodarstvenik hrvatskog podrijetla[4]
- Hrvoje Kurtović (nogometaš) (rođ. 1983.), hrvatski nogometaš
- Hrvoje Kurtović (nogometni sudac), hrvatski nogometni sudac
- Ivana Kurtović Budja (rođ. 1972.), hrvatska jezikoslovka
- fra Ljubo Kurtović, poznati međugorski hodočasnički dušobrižnik
- Nives Kavurić-Kurtović (1938. – 2016.), hrvatska slikarica
- Šefko Kurtović (rođ. 1937.), hrvatski pravnik i pravni povjesničar
- Zijah Kurtović, bh. planinar
- Elvis J. Kurtović umjetničko ime Mirka Srdića (rođ. 1962.), bosanskohercegovački tekstopisac i skladatelj